# Shunya Takayama
Shunya Takayama (en japonais, 高山 峻野 Takayama Shun'ya, né le 3 septembre 1994) est un athlète japonais, spécialiste du 110 m haies.

## Carrière
Il termine 3e des Jeux asiatiques de 2018 en 13 s 48. 
Il termine 4e lors des Championnats d'Asie 2017 ainsi qu'en 2019.
Le 2 juin 2019, il égale le record national en 13 s 36, bénéficiant d’un vent de 1,9 m/s.
Le 17 août 2019, il bat le record du Japon à Fukui en 13 s 25 (+ 1,1 m/s).

## Palmarès
| Date | Compétition         | Lieu         | Résultat | Épreuve     | Temps   |
| ---- | ------------------- | ------------ | -------- | ----------- | ------- |
| 2017 | Championnats d'Asie | Bhubaneshwar | 4e       | 110 m haies | 13 s 59 |
| 2018 | Jeux asiatiques     | Jakarta      | 3e       | 110 m haies | 13 s 48 |
| 2019 | Championnats d'Asie | Doha         | 4e       | 110 m haies | 13 s 65 |
| 2023 | Jeux asiatiques     | Hangzhou     | 1er      | 110 m haies | 13 s 41 |

### Records
| Épreuve     | Performance | Lieu  | Date         |
| ----------- | ----------- | ----- | ------------ |
| 110 m haies | 13 s 25     | Fukui | 17 août 2019 |